# Antica diocesi di Winchester

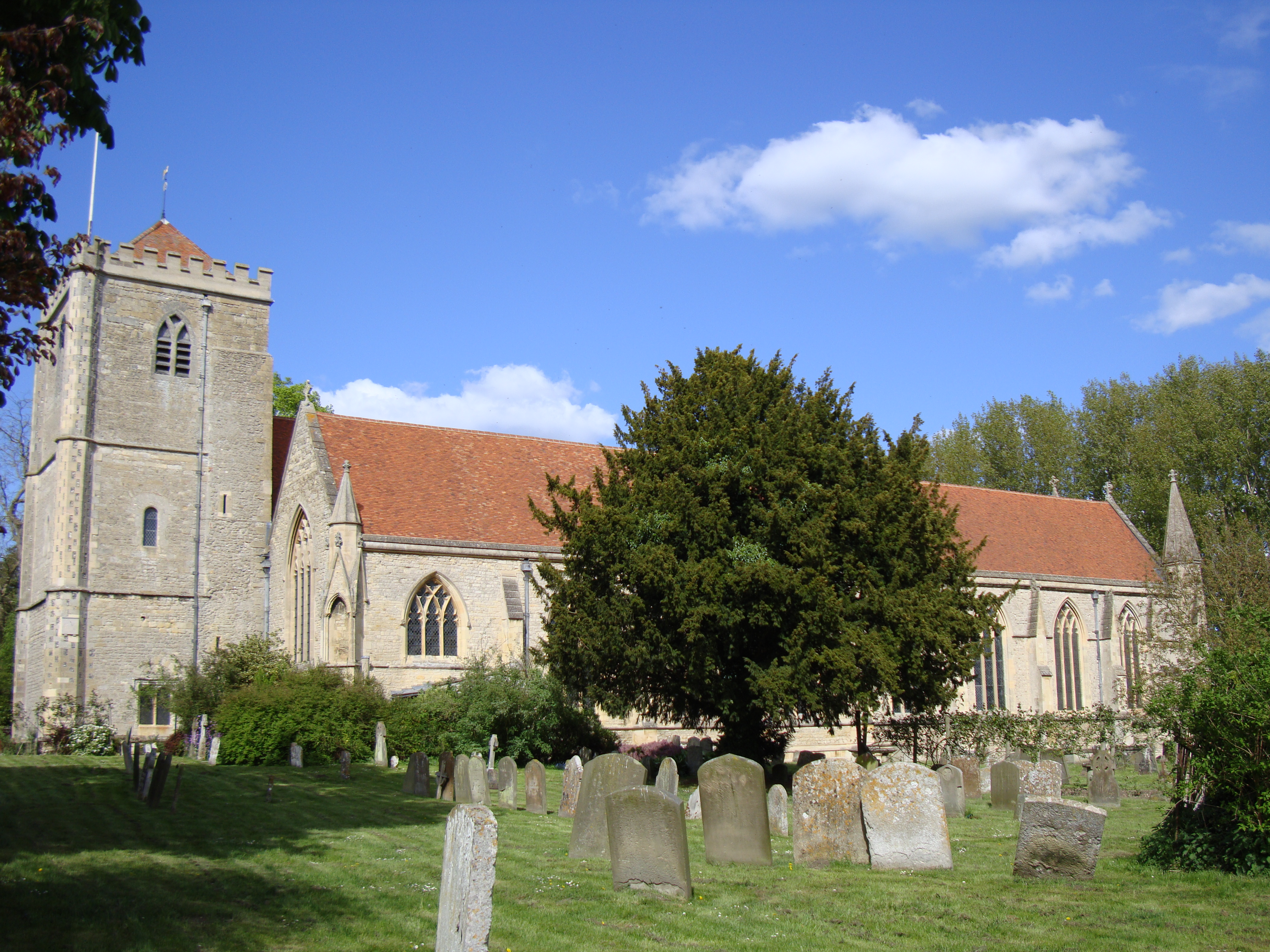
L'abbazia di Dorchester costruita nella prima metà del XII secolo sul sito dell'antica cattedrale fondata dal vescovo Birino

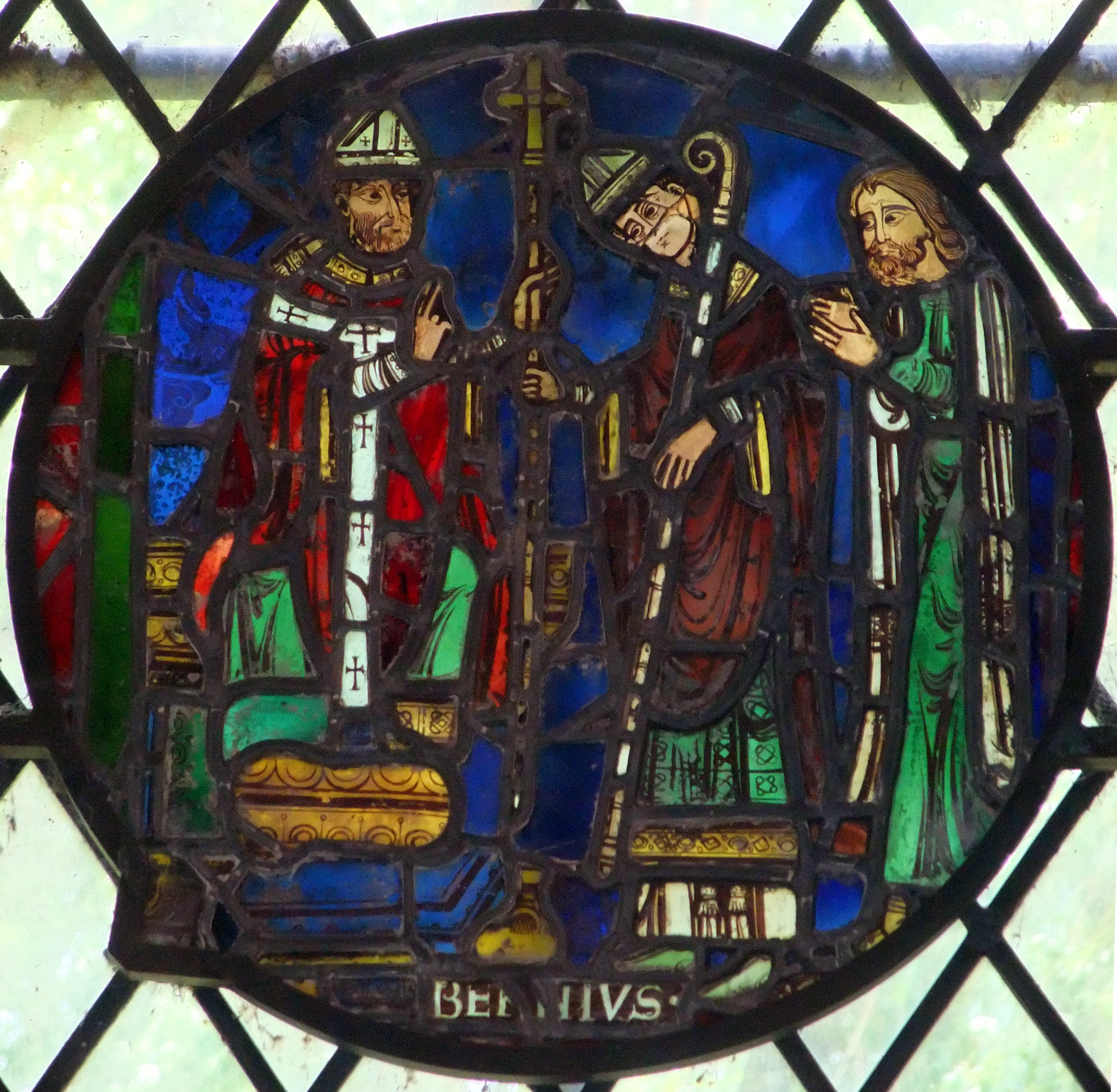
Vetrata dell'abbazia di Dorchester raffigurante il vescovo Birino

La diocesi di Winchester (in latino: Dioecesis Wintoniensis) è una sede soppressa della Chiesa cattolica.

## Territorio
La diocesi comprendeva parte dell'antico regno anglosassone del Wessex.
Sede vescovile era la città di Winchester, nell'attuale contea dell'Hampshire, dove si trova la cattedrale.
Anche dopo la riforma protestante e fino all’Ottocento, la diocesi corrispose quasi perfettamente all’insieme delle contee dell’Hampshire, del Surrey e dell’Isola di Wight.

## Storia
La missione di evangelizzare il regno dei Sassoni occidentali fu concessa da papa Onorio I al san Birino, di probabili origini galliche. Egli dunque operò indipendentemente dal gruppo di missionari che alla fine del VI secolo erano approdati nel regno del Kent. Fu consacrato vescovo da Asterio, metropolita milanese in esilio. Nel 636 Birino battezzò il re dei Sassoni Cynegils e pose la sua sede a Dorchester, allora capitale del vasto regno del Wessex.
Nel 705 la diocesi del Wessex fu divisa in due: i vescovi di Winchester, che da decenni avevano trasferito la loro residenza nella nuova capitale del regno, videro ergersi la diocesi di Sherborne (in seguito denominata diocesi di Salisbury).
Nel 909 cedette la parte nord-occidentale a favore dell'erezione della diocesi di Ramsbury (in seguito unita alla diocesi di Sherborne).
L'ultimo vescovo di Winchester in comunione con Roma, John White, fu deposto dalla regina Elisabetta nel 1559 e morì l'anno successivo.

## Cronotassi dei vescovi

### Vescovi di Dorchester
- San Birino † (634 o 635 consacrato - 3 dicembre 648 o 650 deceduto)
- Agilbertus † (650 - 661 nominato vescovo di Parigi)

### Vescovi di Winchester
- Wina † (662 - 666 nominato vescovo di Londra)
- Leutherius † (670 consacrato - 676 deceduto)
- Sant'Edda † (676 consacrato - 7 luglio 705 deceduto)
- Daniel † (705 consacrato - 744 dimesso)
- Hunfrith † (744 - 754 deceduto)
- Cyneheard † (754 - ?)
- Ethelheard † (circa 766 - 790 nominato arcivescovo di Canterbury)
- Ecgbald † (circa 791 consacrato - ?)
- Dudd † (795 - 803)
- Ealhmund † (802 o 808 - ?)
- Wigthegn † (805/811 - ?)
- Herefrith † (825 - 833/836 deceduto)
- Eadhun (Eadmund) † (833/836 - ?)
- Helmstan † (? - 852 deceduto)
- San Svitino † (852 - 2 luglio 862 deceduto)
- Ealhferth † (863 - 871 deceduto)
- Tunbeorht † (872 - 879 deceduto)
- Denewulf † (879 - 903 o 908 deceduto)
- San Frithustan † (910 - 931 dimesso)
- San Beornstan † (29 maggio 932 consacrato - 1º novembre 934 deceduto)
- Sant'Elfheah † (936 - 12 marzo 951 deceduto)
- Elfsige I † (951 - 958 nominato arcivescovo di Canterbury)
- Beorhthelm † (29 novembre 958 consacrato - 963 deceduto)
- Sant'Ethelwold † (963 - 1º agosto 984 deceduto)
- Sant'Alphege (Elfheah) † (19 ottobre 984 - 1006 nominato arcivescovo di Canterbury)
- Cenwulf † (1006 - 1009 deceduto)
- Ethelwold † (1009 - 1015 deceduto)
- Elfsige II † (1015 - 1032 deceduto)
- Elfwine † (1032 - 29 agosto 1047 deceduto)
- Stigand † (1047 - 11 aprile 1070 deposto)[4]
- Walkelin † (30 maggio 1070 consacrato - 3 gennaio 1098 deceduto)
- William Giffard † (1100 - 25 gennaio 1129 deceduto)
- Enrico di Blois † (17 novembre 1129 consacrato - 8 agosto 1171 deceduto)
- Richard of Ilchester † (6 ottobre 1174 - 22 dicembre 1188 deceduto)
- Godfrey de Luci † (22 ottobre 1189 - 11 settembre 1204 deceduto)
  - Richard Poore † (1205 elezione annullata da papa Innocenzo III il 21 giugno 1205[5])
- Peter des Roches † (25 settembre 1205 - 9 giugno 1238 deceduto)
  - Sede vacante (1238-1243)
- William de Raley † (17 settembre 1243 - 1º settembre 1250 deceduto)
- Aymer de Valence (Lusignan) † (23 gennaio 1251 - 4 dicembre 1260 deceduto)
- John Gervais † (22 settembre 1262 - 20 gennaio 1268 deceduto)
- Nicholas of Ely † (2 marzo 1268 - 12 febbraio 1280 deceduto)
  - Richard de la More † (1280 - giugno 1282 dimesso) (vescovo eletto)
- John of Pontoise † (15 giugno 1282 - 4 dicembre 1404 deceduto)
- Henry Woodlock † (30 maggio 1305 - 28 giugno 1316 deceduto)
- John Sandale † (31 ottobre 1316 - ottobre 1319 deceduto)
- Rigaud of Assier † (26 novembre 1319 - 12 aprile 1323 deceduto)
- John de Stratford † (20 giugno 1323 - 26 novembre 1333 nominato arcivescovo di Canterbury)
- Adam Orleton † (1º dicembre 1333 - 18 luglio 1345 deceduto)
- William Edington † (9 dicembre 1345 - 7 ottobre 1366 deceduto)
- William di Wykeham † (12 luglio 1367 - 27 settembre 1404 deceduto)
- Henry Beaufort † (19 novembre 1404 - 11 aprile 1447 deceduto)
- William Waynflete † (10 maggio 1447 - 11 agosto 1486 deceduto)
- Peter Courtenay † (29 gennaio 1487 - 22 settembre 1492 deceduto)
- Thomas Langton † (13 marzo 1493 - 27 gennaio 1501 deceduto)
- Richard Foxe † (20 agosto 1501 - 14 settembre 1528 deceduto)
  - Thomas Wolsey † (8 febbraio 1529 - 29 novembre 1530 deceduto) (amministratore apostolico)
- Stephen Gardiner † (20 ottobre 1531 - 12 novembre 1555 deceduto)
- John White † (6 luglio 1556 - 12 gennaio 1560 deceduto)